# Ormánság

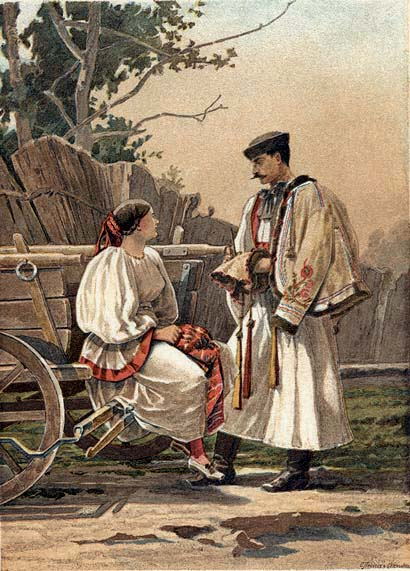
Habits traditionnels du XIXe siècle.

L'Ormánság ([ˈoɾmaːnʃaːg]) est une petite région culturelle du sud de la Hongrie, comprise dans le comitat de Baranya autour des localités de Sellye et Vajszló. Cette région est considérée comme une des plus pauvres du pays.